# Ialiso (mitologia)
Ialiso (in greco antico: Ἰάλυσος; in latino: Ialysus) era il nome dell'eroe eponimo della città di Ialiso, nell'isola di Rodi.

## Mito
Nella mitologia greca, Ialiso era figlio di Cercafo, a sua volta figlio di Elio, e della nipote Cidippe (o Lisippe). Dalle nozze incestuose oltre a Ialiso nacquero Lindo e Camiro; i tre figli furono gli eroi eponimi delle tre principali città dell'isola di Rodi: Ialiso, Lindo e Camiro. Secondo Pindaro, Ialiso era il maggiore dei tre fratelli.
Ialiso è noto per essere stato il soggetto di numerosi quadri, perché più volte rifatti, del pittore Protogene, IV secolo a.C..